# Andrenci
Andrenci so naselje v Občini Cerkvenjak.

## Lega
Vas leži na območju mikroregije Osrednjih Slovenskih goric, ki obsegajo porečje dveh večjih vodotokov: Pesnice in Ščavnice. Ta razložena obcestna vasica je le dober kilometer južneje od naselja Cerkvenjak, zato tamkajšnji ljudje svoj del goric imenujejo tudi Cerkvenjaške. Večina gričevja Slovenskih goric, ki geografsko sodijo k Panonskemu bazenu, je sestavljenega iz okoli 20 milijonov let stare miocenske sedimentne kamnine. Na dnu dolin se nahajajo pleistocenski in holocenski sedimenti. Prevladujoča reliefna tipa na območju občine Cerkvenjak sta dolinsko dno in sleme. Za razliko od Zahodnih in Vzhodnih Slovenskih goric so Osrednje gorice blago valovito gričevje. Nakloni zato tukaj ne dosegajo takšnih vrednosti kot v obeh ostalih mezoregijah Slovenskih goric. Erozijsko delovanje je zaradi tega zmanjšano, prav tako je marsikje možno poljedelstvo tudi na pobočjih. Večino obdelovalne zemlje danes zavzemajo njive in travniki. Na prisojnih legah so ponovno zasadili vinsko trto. Spodnja pobočja so danes večinoma zopet porasla z gozdovi.

## Zgodovina
V otokarskem deželno-knežjem urbarju se vas prvič omenja šele med letoma 1267 in 1267, Dopschev prepis srednjeveških urbarjev s področja Štajerske jih navaja kot zaselek 12 kmetij, katerih dveh lastnik je bil župan: »Item in Andresdorf 12 predia, de quibus supanus habet duo, alia et supra.«  Leta 1366 je Jochan Latzberger prodal vas ptujskim dominikancem. Sodila je pod okrožje Negova, podložni so bili tudi graščinam Freisburg in Gornja Radgona. Okrog leta 1820 je vas premogla štiri mitninske in dva hišna mlina ob Andrenskem potoku. Tu sta živela Ivan Jurančič čebelski učitelj in izumitelj, ter Vlado Lorber arheolog, šolski učitelj in kulturni delavec.